# 蘇伊羅科查山 (阿帕塔區)
11°42′34″S 75°14′18″W / 11.70944°S 75.23833°W
蘇伊羅科查山（Suyruqucha），是秘魯的山峰，位於該國中部胡寧大區，由豪哈省的阿帕塔區負責管轄，屬於安地斯山脈的一部分，海拔高度4,800米。